# Leonforte
Leonforte ist eine Stadt im Freien Gemeindekonsortium Enna in der Region Sizilien in Italien mit 12.191 Einwohnern (Stand 31. Dezember 2023).

## Lage und Daten
Leonforte liegt 18 km nordöstlich von Enna auf einer Höhe von 612 m. Die Einwohner arbeiten hauptsächlich in der Landwirtschaft.
Die Gemeinde liegt im Geopark Rocca di Cerere.
Die Nachbargemeinden sind Assoro, Calascibetta, Enna, Nicosia und Nissoria.
Nachdem der Bahnverkehr nach Leonforte 1959 eingestellt wurde, ist die Stadt heute nur noch auf der Straße zu erreichen.

## Geschichte
Der Ort wurde 1610 von dem Fürsten Nicolo Placido Branciforte gegründet.

## Sehenswürdigkeiten
Die Ortsmitte bildet die Piazza Margherita. Sehenswert sind die Kirche San Giovanni Battista und der Branciforte-Palast aus dem 17. Jahrhundert. Die Granfonte (großer Brunnen) wurde 1651 im Auftrag des Stadtgründers Branciforte am damaligen Stadtrand angelegt. Erbaut im Stil des Sizilianischen Barocks diente er als große Viehtränke.

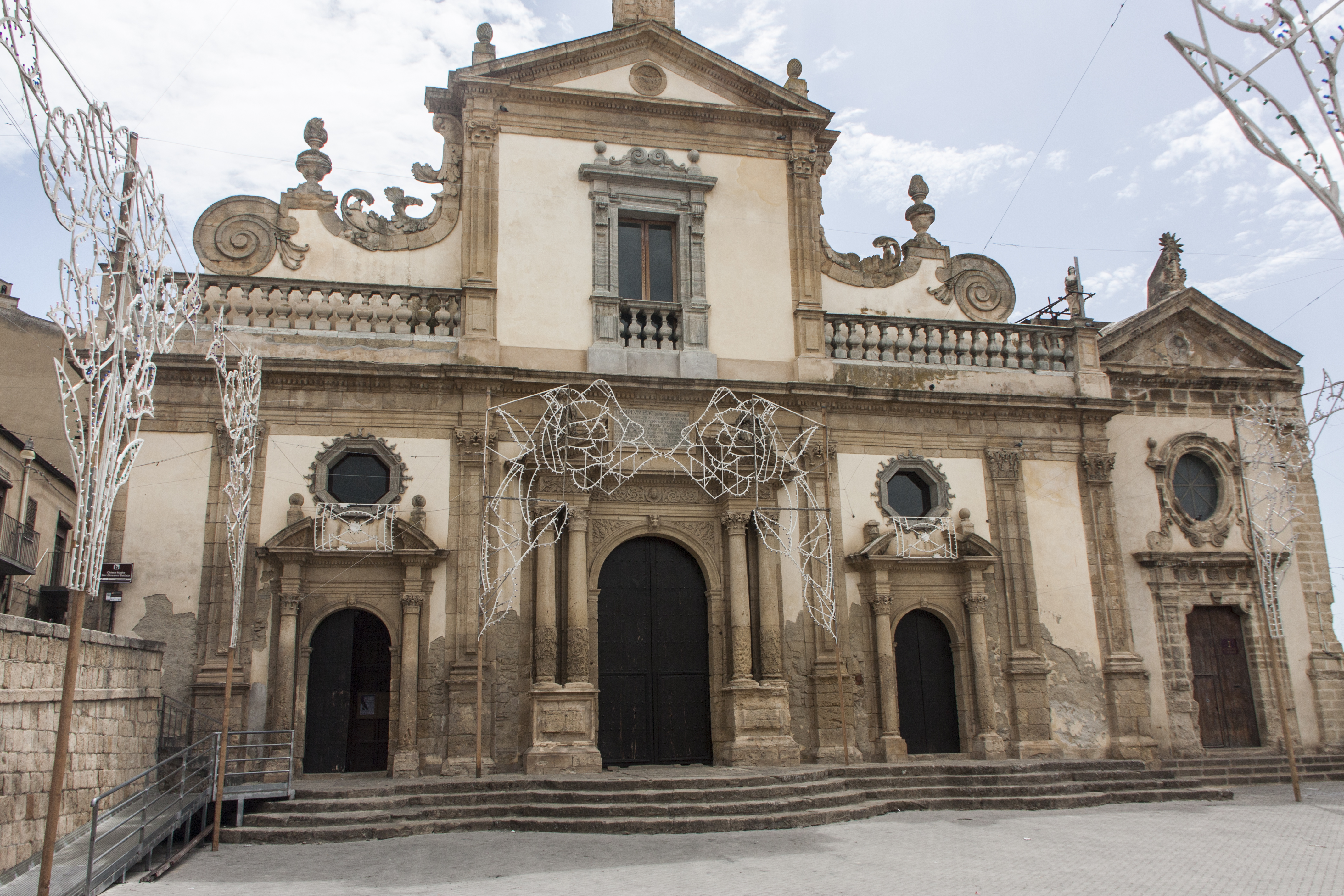
Chiesa San Giovanni Battista
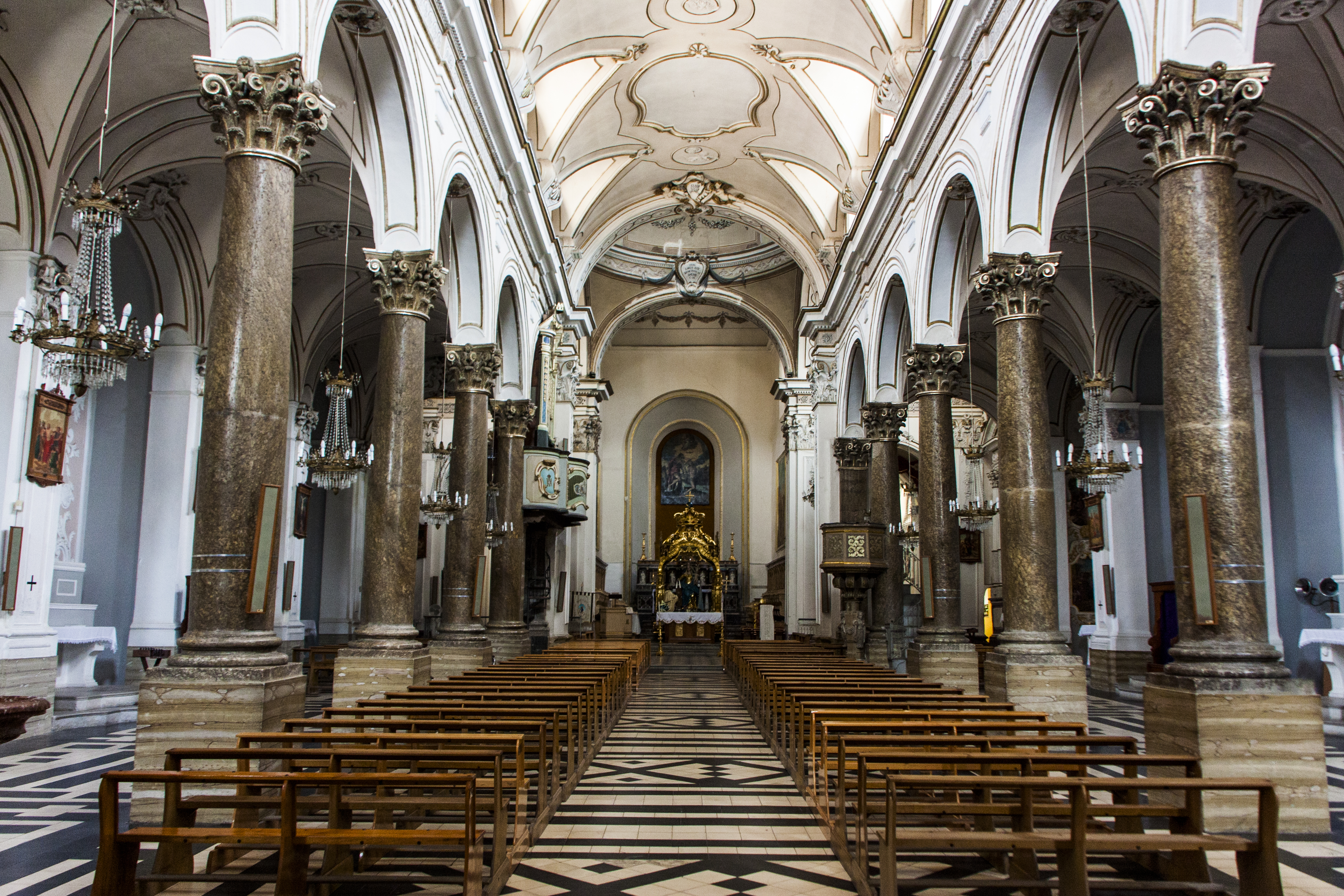
Chiesa Madre von innen
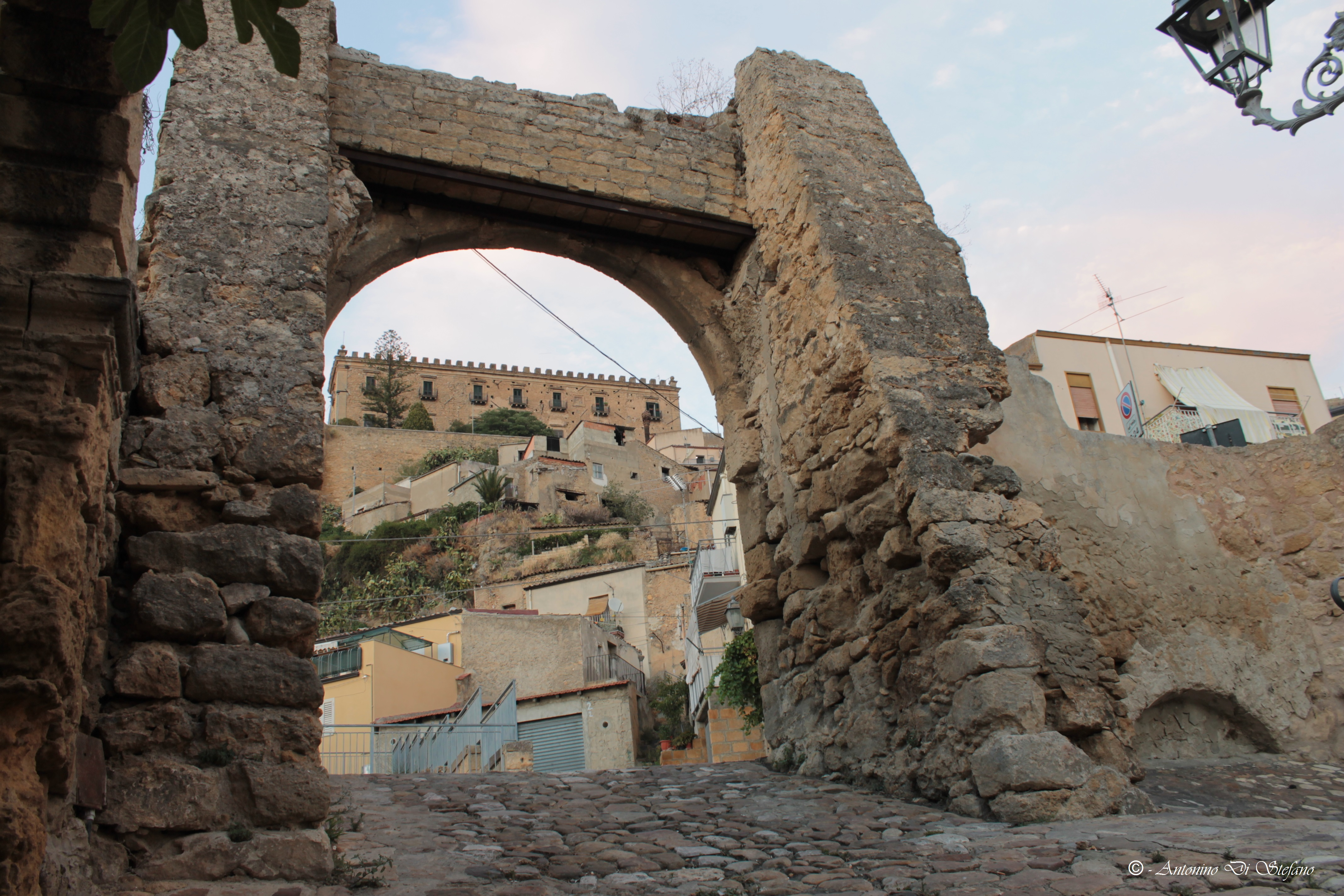
Porta Garibaldi mit Blick zum Palazzo Branciforte
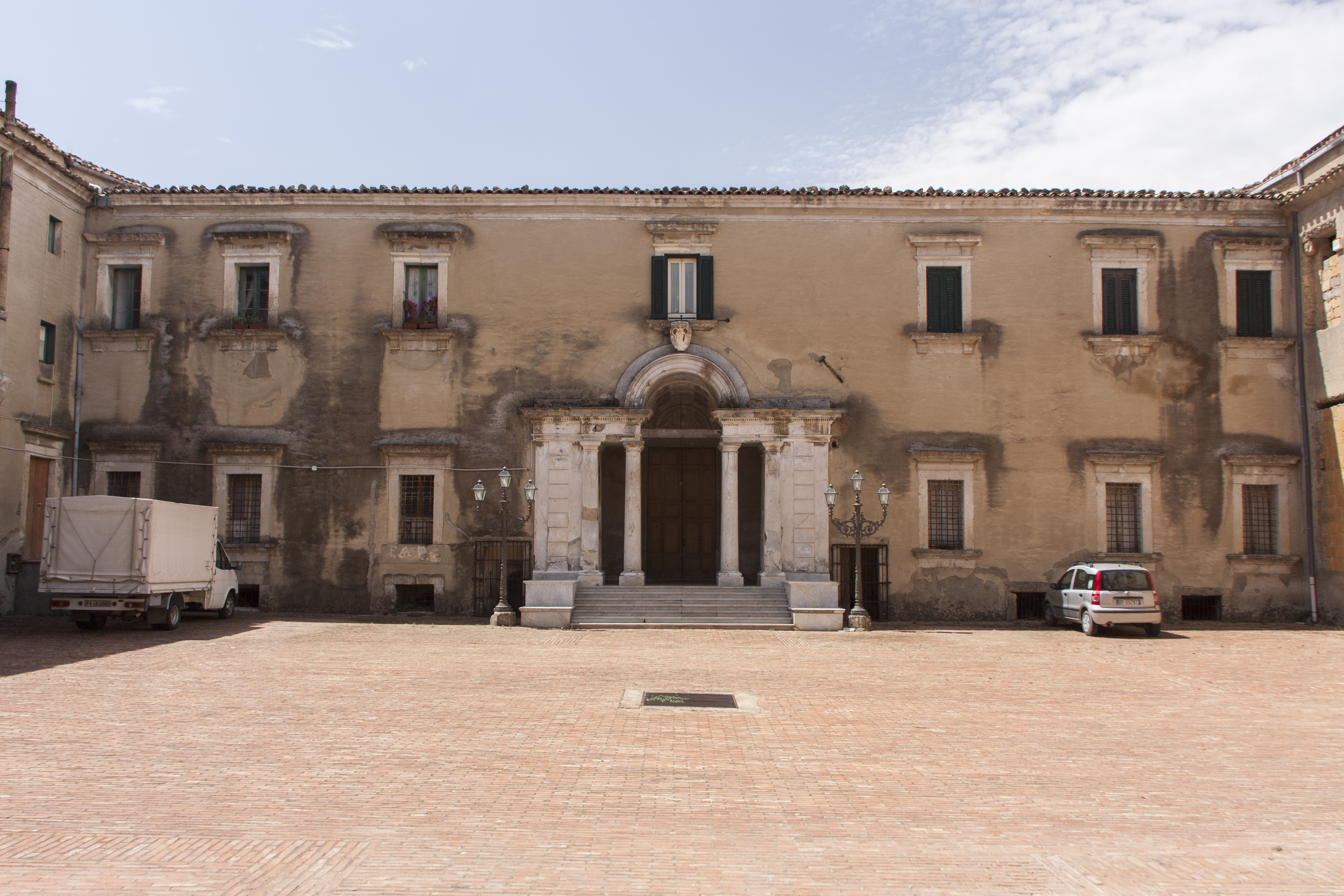
Palazzo Branciforte, Innenhof
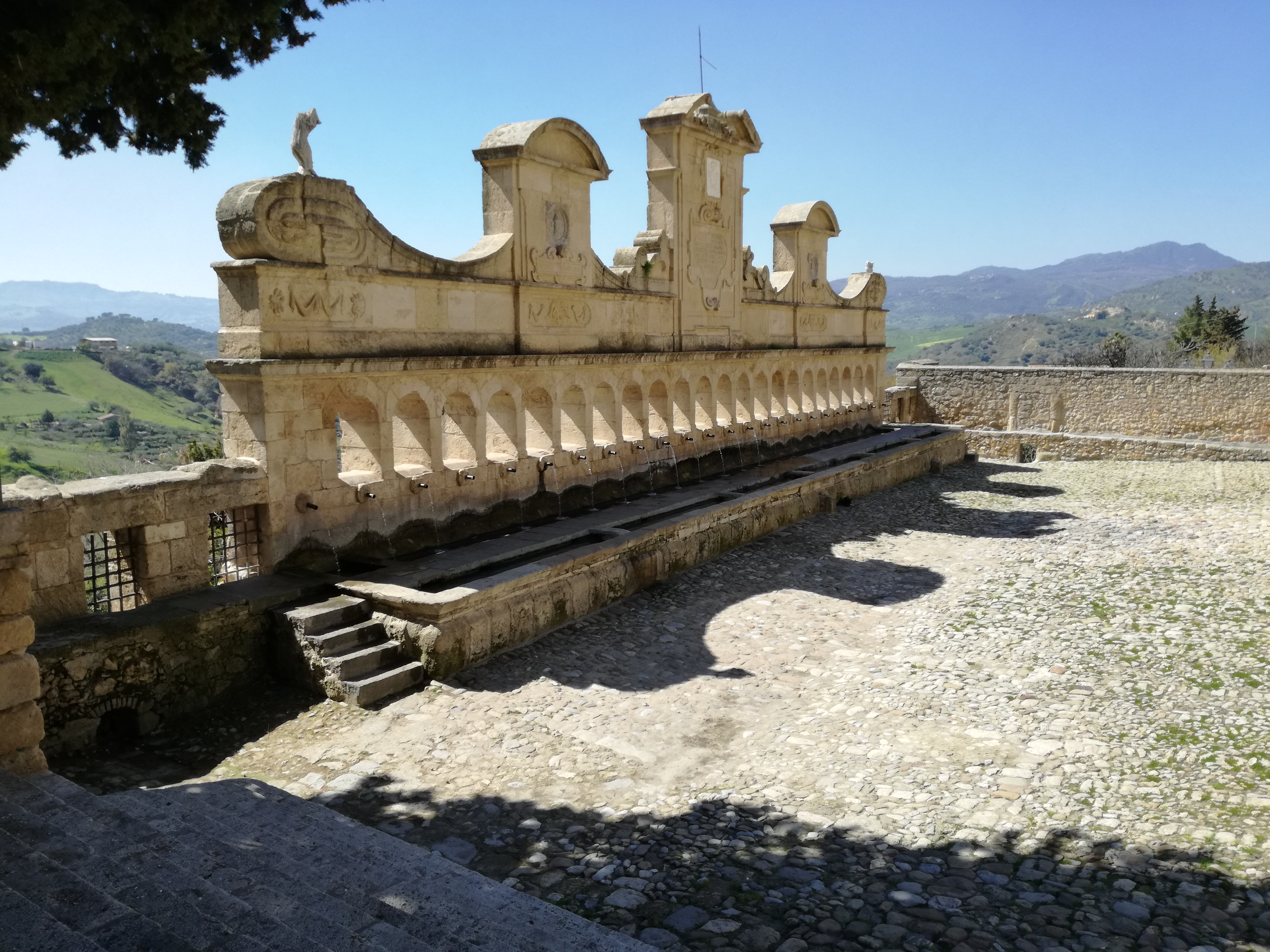
Granfonte

## Söhne und Töchter der Stadt
- Salvo (1947–2015), Maler, Fotograf und Konzeptkünstler

## Städtepartnerschaften
- Paraná, Argentinien, seit dem 11. Januar 1991